# Irina Teodorescu
Œuvres principales
- La Malédiction du bandit moustachu (2014)
- Les Étrangères (2015)
- Celui qui comptait être heureux longtemps (2018)
- Ni poète ni animal (2019)

Irina Teodorescu, née le 30 mars 1979 à Bucarest, est une écrivaine d'origine roumaine, d'expression française.

## Biographie
Irina Teodorescu est née à Bucarest, en 1979. Elle a 10 ans lors de la révolution roumaine et la chute du régime communiste de Nicolae Ceaușescu. Elle quitte la Roumanie pour venir à Paris en 1998 où elle exerce le métier de graphiste et crée une petite agence de communication avec deux collaborateurs.
Depuis 2014, elle se consacre exclusivement à l'écriture.
En 2020, elle déménage dans la dernière forêt primaire encore présente en Europe, Forêt de Białowieża. Son expérience là-bas donne naissance au livre La Forêt, désormais, de l'intérieur.
Irina Teodorescu est la mère d'Iliana Holguin Teodorescu.

## Œuvres

### Romans
- 2014 : La Malédiction du bandit moustachu, Gaïa Éditions ; rééd. Actes Sud Babel
- 2015 : Les Étrangères, Gaïa Éditions
- 2018 : Celui qui comptait être heureux longtemps, Gaïa Éditions
- 2019 : Ni poète ni animal, Flammarion
- 2023 : La Forêt, désormais, de l'intérieur, Éditions La Grange Batelière

### Ouvrages collectifs
- 2018 : Le Livre des places, Inculte
- 2020 : Viata pe Facebook, dau Like deci exist, Polirom
- 2022 : Filles de l'Est, femmes à l'Ouest, Éditions Intervalles

### Recueils de nouvelles
- 2011 : Treize, éditions EMUE

## Actualité
Le 6 octobre 2023 paraît en librairie La Forêt désormais de l'intérieur, publié aux éditions La Grange Batelière.
À partir du 2 octobre 2023 et pour une durée de six mois, Irina Teodorescu sera en résidence dans le département Seine-Saint-Denis, dans le cadre des résidences Babel organisées par le Campus Francophone.
De l'automne 2022 à l'automne 2023, Irina Teodorescu a bénéficié d'une résidence de création littéraire à Zurich. Fin 2018, Irina Teodorescu a été accueillie durant un mois en résidence d'écrivain à la Villa Marguerite-Yourcenar. Un nouveau roman est paru le 28 août 2019 : Ni poète ni animal est édité chez Flammarion.

## Accueil de son œuvre
Son premier roman, La Malédiction du bandit moustachu, est remarqué par Le Figaro littéraire, qui a fait d'Irina Teodorescu l'un de ses dix nouveaux visages de la rentrée littéraire 2014.
Son roman Ni poète ni animal, fait partie des six coups de cœur de la rentrée littéraire 2019 de l'édition parisienne du magazine Vogue. Pour Sylvie Tanette du magazine Les Inrockuptibles, « Il est des images qui longtemps resteront dans les mémoires des lecteurs d'Irina Teodorescu ». Pour Zoé Courtois du journal Le Monde, l'écriture emploie un « style bigarré, fin et drôle, remarquablement enlevé »  et « Irina Teodorescu fait, avec Ni poète ni animal, un éloge de l’étrange, dont elle affirme avec subtilité mais force la puissance à la fois littéraire et politique. Superbe ».
Son dernier opus, La Forêt désormais de l'intérieur, a été très bien reçu par la critique, en particulier la revue Le Matricule de Anges dans un article ici.

## Distinctions
- 2014 : prix SGDL Dubreuil du premier roman pour La Malédiction du bandit moustachu[8]
- 2014 : prix ADELF Europe pour La Malédiction du bandit moustachu[9]
- 2017 : prix Récit de l'Ailleurs (Saint-Pierre-et-Miquelon) pour Les Étrangères[10]
- 2018 : finaliste du prix Ouest-France Étonnants Voyageurs pour Celui qui comptait être heureux longtemps[11]

## Traductions en langues étrangères
- La Malédiction du bandit moustachu en langue allemande chez Wagenbach (de) : Der Fluch des schnauzbärtigen Banditen, trad. Birgit Leib
- La Malédiction du bandit moustachu en langue roumaine chez Polirom : Blestemul tîlharului mustăcios, trad. Mădălina Vatcu